# Bolesław Sprengel
Bolesław Sprengel (ur. 21 czerwca 1952 w Płoskowie, zm. 26 października 2020) – polski historyk, dr hab.

## Życiorys
W 1971 ukończył liceum w Więcborku, w 1976 studia historyczne na Uniwersytecie Mikołaja Kopernika w Toruniu. Po studiach przez rok pracował jako nauczyciel historii i wychowania obywatelskiego w Zespole Szkół Mechanicznych w Brodnicy. W 1977 wstąpił do Milicji Obywatelskiej, od 1990 służył w Policji. Był m.in. rzecznikiem prasowym policji w Toruniu. W 2001 przeszedł w stan spoczynku w stopniu podinspektora Policji. 
6 czerwca 2000 obronił pracę doktorską Policja Państwowa w Toruniu (1920-1939), 11 września 2012 uzyskał stopień doktora habilitowanego. W latach 2001–2007 pracował na Wydziale Nauk Społecznych i Technicznych w Wyższej Szkole Humanistyczno-Ekonomicznej we Włocławku. Od 1 września 2008 pracował w Wyższej Szkole Bezpieczeństwa i Ochrony im. Marszałka Józefa Piłsudskiego w Warszawie, był jej rektorem od 1 marca 2009 do 30 września 2009.
Następnie został adiunktem w Instytucie Bezpieczeństwa Narodowego na Wydziale Filologicznym i Historycznym Akademii Pomorskiej w Słupsku. Od 1 października 2010 pracował jako adiunkt, od 1 października 2016 jako profesor w Katedrze Bezpieczeństwa Wewnętrznego i Międzynarodowego na Wydziale Politologii i Studiów Międzynarodowych (od 2019 Wydziale Nauk o Polityce i Bezpieczeństwie Uniwersytetu Mikołaja Kopernika w Toruniu).
Zmarł 26 października 2020.